# خلاء فوق-بالا

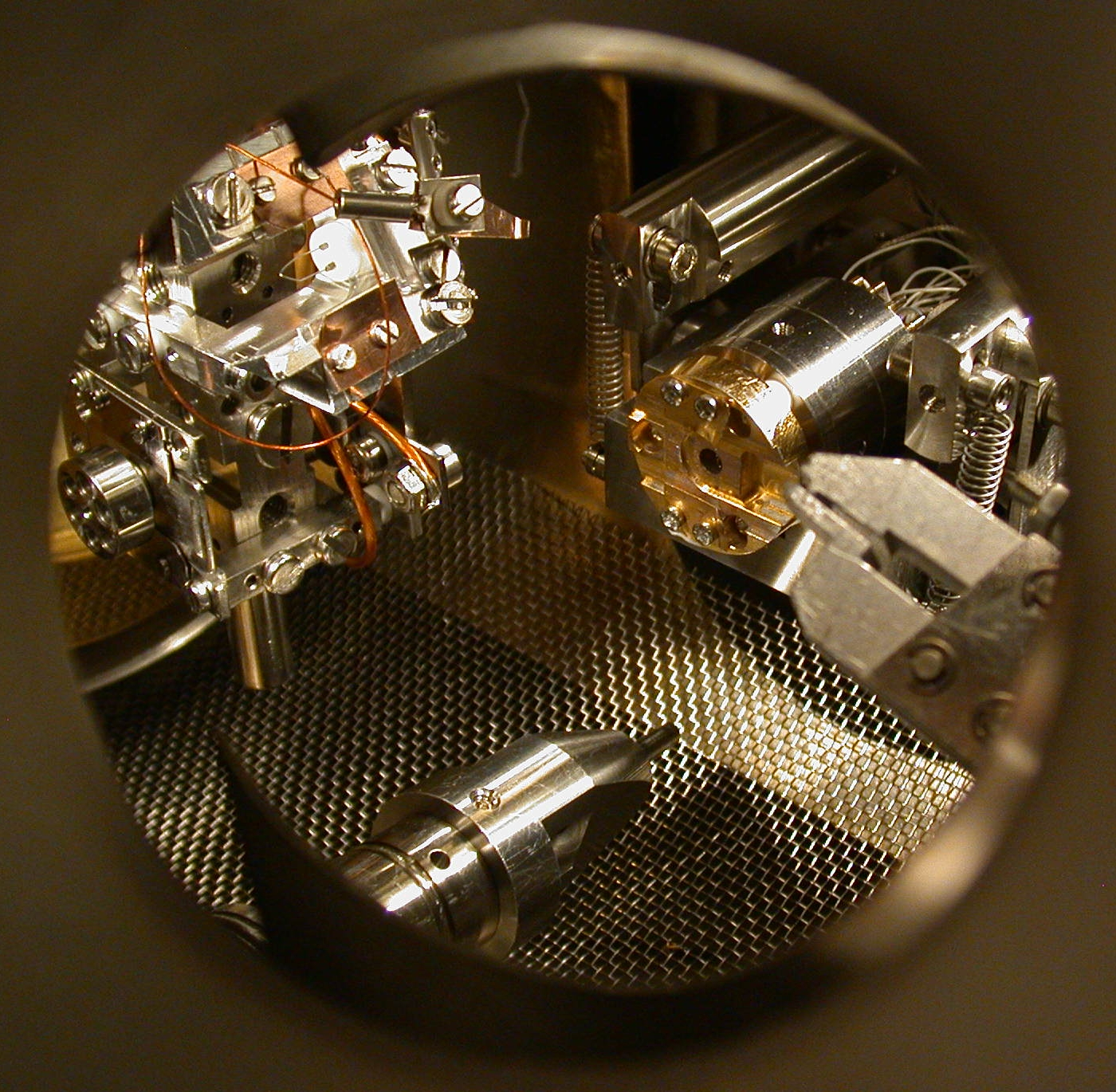
فضای داخلی محفظه خلاء فوق بالا در یک میکروسکوپ تونلی روبشی.

خلاء فوق-بالا (به انگلیسی: Ultra-high vacuum) به خلأیی گفته می‌شود که فشار سیستم در محدوده {\displaystyle 10^{-7}} پاسکال یا ۱۰۰ نانوپاسکال ({\textstyle 10^{-9}}میلی بار، ~{\textstyle 10^{-9}}تور) باشد. خلاء فوق-بالا با پمپاژ گازهای درون «محفظه خلاء» به بیرون ایجاد می‌شود. در چنین فشارهای پایینی طول مسیر پویش آزاد متوسط مولکول‌های گاز بیشتر از تقریباً ۴۰ کیلومتر است، در نتیجه گاز در شرایط جریان آزاد مولکولی است، و مولکول‌های گاز قبل از تماس با یکدیگر به دفعات با دیواره محفظه برخورد می‌کنند. تقریباً تمامی واکنش‌های مولکولی انجام گرفته داخل محفظه بر روی سطوح اتفاق می‌افتد.
شرایط خلاء فوق-بالا جزوی حیاتی در تحقیقات علمی است. در آزمایش‌های «علم سطح» معمولاً نیاز به یک سطح نمونه کاملاً تمیز از لحاظ شیمیایی و عدم حضور ذره ای جذب شونده است. ابزارهای آنالیز سطح از قبیل؛ طیف‌بینی فوتوالکترون پرتو ایکس و گسیل یون انرژی-پایین برای انتقال الکترون یا پرتو یونی نیاز به شرایط خلاء فوق-بالا دارند.

## کاربردهای متداول
خلاء فوق-بالا در روش‌های آنالیز سطح مختلفی کاربرد دارد. از جمله.
- طیف‌بینی فوتوالکترون پرتو ایکس (X-ray photoelectron spectroscopy)
- طیف‌بینی الکترونی اوژه (Auger electron spectroscopy)
- طیف‌سنجی جرمی یون ثانویه (Secondary ion mass spectrometry)
- طیف بینی دفع گرمایی (Thermal desorption spectroscopy)

## نحوه ایجاد
معمولاً برای ایجاد شرایط خلاء فوق-بالا به موارد زیر نیاز است:
- پمپ‌های خلاء سرعت بالا - معمولاً نیاز به نصب چند پمپ در آرایش سری یا موازی است
- به حداقل رساندن مساحت سطح داخل محفظه خلاء
- سیستم لوله‌کشی با توان بالا و بدون مانع - لوله‌های قطور با طول حداقلی و کوتاه
- استفاده از موادی که گازها به سختی می‌توانند از آنها عبور کنند مانند برخی فولادهای زنگ‌نزن خاص
- جلوگیری از شکل گرفتن مکان‌هایی که گازها می‌توانند در آنها به تله بیفتد مانند پشت گل پیچ‌ها، یا درز جوش‌ها یا …
- الکتروپولیش‌کاری تمام سطوح فلزی پس از اتمام فرایندهای ماشین‌کاری و جوشکاری
- استفاده از مواد با فشار بخار کم (مانند سرامیک‌ها، شیشه، فلزات، تفلون در حالت نپخته)
- پخت سیستم برای حذف رطوبت‌ها و هیدروکربن‌های جذب شده به سطوح
- سرد کردن محفظه تا دماهای کرایوژنیک در حین کارکرد دستگاه
- جلوگیری از آلوده شدن سطوح به هر نوع هیدروکربنی منجمله چربی دست، همیشه از دستکش استفاده گردد

یکی از مشکلات در ایجاد خلاء فوق-بالا، پدیده رهش گاز (Outgassing) می‌باشد. این پدیده می‌تواند از دو عامل ناشی شود: رهش گاز از سطوح، رهش گاز از توده مواد.
با انتخاب موادی که دارای فشار بخار کم هستند (مانند شیشه، فولاد زنگ نزن و سرامیک) می‌توان رهش گاز از سطوح را به حداقل رساند. رهش گاز حتی می‌تواند از موادی که معمولاً جاذب در نظر گرفته نمی‌شوند مانند پلاستیک‌ها و بعضی فلزات نیز رخ دهد.
رهش گاز از سطوح مشکلی دشوارتر است. در فشارهای فوق‌العاده پایین، مولکول‌های گاز بیشتری به دیواره‌ها جذب می‌شوند تا اینکه داخل محفظه شناور باشند. در نتیجه برای رسیدن به خلاء فوق-بالا، مساحت کل سطوح داخلی محفظه عاملی مهم‌تر از حجم محفظه است. آب یکی از عوامل عمده رهش گاز است، چرا که به محض بازشدن در محفظه، لایه نازکی از آب به همه جا جذب می‌شود. برای حذف اب جذب شده معمولاً باید سیستم در هنگامی که پمپ‌های خلاء در حال کار هستند در دمای ۲۰۰ تا ۴۰۰ درجه سلسیوس پخته شود. در هنگام استفاده از محفظه معمولاً برای خنک کردن دیواره‌ها و جلوگیری از رهش گاز از نیتروژن مایع استفاده می‌گردد.
هیچ پمپ خلأیی به تنهایی نمی‌تواند فشار را از فشار اتمسفر تا فشار خلاء فوق-بالا کاهش دهد. به جای آن از ترکیبی از پمپ‌های مختلف برای رسیدن به مراحل مختلف خلاء استفاده می‌شود. پمپ‌های مورد استفاده برای رسیدن به خلاء فوق-بالا معمولاً شامل موارد زیر است:
- پمپ توربومولکولی (معمولاً از نوع ترکیبی با یاتاقان‌های مغناطیسی)
- پمپ یونی
- پمپ تصعید تیتانیوم
- پمپ گیرنده مواد غیرتبخیری
- کرایوپمپ

برای اندازه‌گیری فشار خلأ فوق-بالا از گیج‌های فشار یونی استفاده می‌گردد.
برای آب‌بندی یا سیل کردن محفظه از سیل‌های فلزی که دارای دو لبه تیز هستند و به داخل یک گسکت نرم مسی فشرده می‌شوند استفاده می‌گردد. این سیل‌های تمام فلزی می‌توانند فشار محفظه را تا ۱۰۰ پیکوپاسکال حفظ کنند.